# Ellipteroides pulchrissimus
Ellipteroides pulchrissimus är en tvåvingeart som först beskrevs av Alexander 1921.  Ellipteroides pulchrissimus ingår i släktet Ellipteroides och familjen småharkrankar. Inga underarter finns listade i Catalogue of Life.